# 炭步镇
炭步镇，是中华人民共和国广东省广州市花都区下辖的一个乡镇级行政单位。

## 行政区划
炭步镇下辖以下地区：
炭步社区、瓦步村、鸭湖村、民主村、水口村、平岭头村、朗头村、东风村、新泰村、横岗村、步云村、石南村、石湖村、红峰村、社岗村、大坳村、布溪村、茶塘村、石湖山村、环山村、三联村、华岭村、藏书院村、大涡村、骆村、唐美村、文一村和文二村。

## 中国传统村落
2013年8月，塱头村被评为第二批中国传统村落。